# Ярошевич, Александр Валентинович
Алекса́ндр Валенти́нович Яроше́вич (род. 1 августа 1963, Гомель) — российский государственный и военный деятель, руководитель Департамента транспортного обеспечения Министерства обороны Российской Федерации (с 2016), генерал-лейтенант (2019), Герой Труда Российской Федерации (2023).

## Биография
Родился 1 августа 1963 года в Гомеле, Белорусская ССР. В 1985 году окончил Белорусский институт инженеров железнодорожного транспорта.
В 1990 году стал офицером службы военных сообщений Белорусского военного округа. С 1991 года — в распоряжении командующего войсками Закавказского военного округа. В 1995 году окончил Военную академию тыла и транспорта.
С 1995 года — офицер второго отдела первого управления, с 1998 года — старший офицер третьего отдела второго управления, с сентября 1998 года — старший офицер первого отдела, с ноября 1998 года — начальник группы воинских перевозок первого управления, а с ноября 1999 года — начальник группы второго отдела первого управления Центрального управления военных сообщений Министерства обороны Российской Федерации.
С 2009 года — начальник управления военных сообщений Департамента транспортного обеспечения Министерства обороны Российской Федерации.
С апреля 2016 года — руководитель Департамента транспортного обеспечения Министерства обороны Российской Федерации.
Указом Президента Российской Федерации («закрытым») от 17 апреля 2023 года за особые трудовые заслуги перед государством и народом генерал-лейтенанту Александру Валентиновичу Ярошевичу присвоено звание Героя Труда Российской Федерации с вручением знака особого отличия — золотой медали «Герой Труда Российской Федерации».